# SER Caxias do Sul
Az Sociedade Esportiva e Recreativa Caxias do Sul, röviden SER Caxias, vagy Caxias, esetleg SER labdarúgócsapatát 1935. április 10-én hozták létre Caxias do Sulban. A csapat a brazil Série C, valamint a Gaúcho állami bajnokság tagja.

## Sikerlista

### Állami
- 1-szeres Gaúcho bajnok: 2000

## Játékoskeret
2014. október 8-tól
| # |     | Poszt | Név              |
| - | --- | ----- | ---------------- |
|   | BRA | K     | Pablo            |
|   | BRA | K     | Rafael           |
|   | BRA | K     | Thiago Rodrigues |
|   | BRA | V     | André Luiz       |
|   | BRA | V     | Bebeto           |
|   | BRA | V     | Jean             |
|   | BRA | V     | Léo              |
|   | BRA | V     | Léo Carioca      |
|   | BRA | V     | Raone            |
|   | BRA | V     | Rodrigo Arroz    |
|   | BRA | KP    | Baiano           |
|   | BRA | KP    | Clayton          |
|   | BRA | KP    | David            |

| # |     | Poszt | Név               |
| - | --- | ----- | ----------------- |
|   | BRA | KP    | Dener             |
|   | BRA | KP    | Edmilson          |
|   | BRA | KP    | Karl              |
|   | BRA | KP    | Patrick           |
|   | BRA | KP    | Paulinho Oliveira |
|   | BRA | KP    | Rafael Carioca    |
|   | BRA | KP    | Tallys            |
|   | BRA | KP    | Valdeir           |
|   | BRA | CS    | Charles           |
|   | BRA | CS    | Edson             |
|   | BRA | CS    | Mailson           |
|   | BRA | CS    | Leonardo Brandão  |
|   | BRA | CS    | Lucas Dantas      |